# Balzac (cratère)
Pour les articles homonymes, voir Balzac.
Balzac est un cratère d'impact présent sur la surface de Mercure. 
Le cratère fut ainsi nommé par l'Union astronomique internationale en 1976 en hommage à l'écrivain français Honoré de Balzac. 
Son diamètre est de 67 km. Il se situe dans le quadrangle de Tolstoj (quadrangle H-8) de Mercure.  
Au centre du cratère se trouvent des « hollows », des creux découverts grâce aux observations fines de MESSENGER et qui sont spécifiques à la planète,. 
L'hypothèse qui prévaut est que ces reliefs seraient issus de perte de matières volatiles,. L'un des objectifs de la mission BepiColombo sera de percer le mystère de la formation de ces dépressions irrégulières,.